# Charybdis

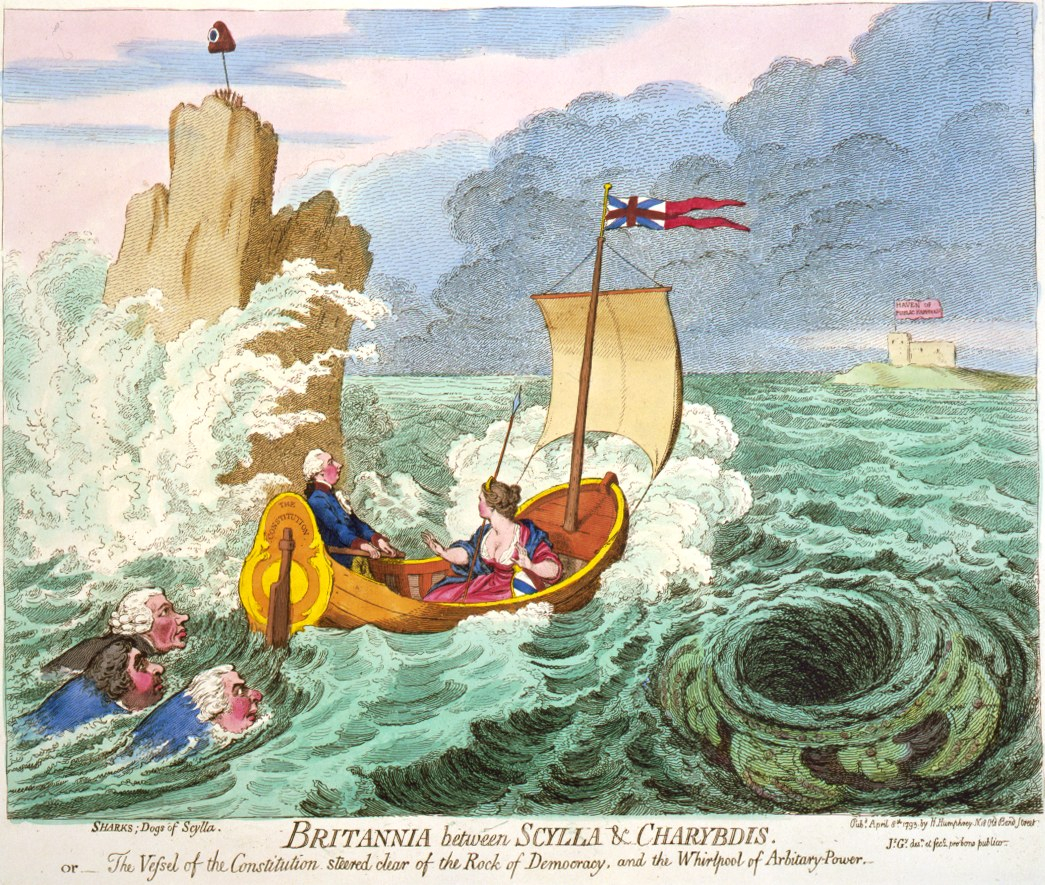
"Nằm giữa Scylla và Charybdis" một bức họa mô tả con tàu của Hiến pháp bị mắc kẹt dữ đá ngầm Dân chủ và vũng xoáy nước của Quyền lực chuyên quyền.Tác giả James Gillray mô tả thực trạng chính trị nước Anh giữa chế độ dân chủ cách mạng và độc tài.

Trong thần thoại Hy Lạp, Charybdis và Scylla là hai con thủy quái sống ở eo biển Messina, 1 eo biển siêu hẹp nằm giữa nước Ý và đảo Sicily. Charybdis có dạng một xoáy nước khổng lồ. Trong tác phẩm Sử thi Odyssey của Homer, trên đường trở về quê nhà sau cuộc chiến thành Troy, Odysseus buộc phải vượt qua eo biển Messina và chạm trán hai con thủy quái. Bất cứ tàu bè nào đi qua eo biển này, nếu không phải rơi vào xoáy nước của Charybdis thì cũng là mồi ngon của quái vật 6 đầu Scylla.
Charybdis được miêu tả là con thủy quái náu mình giữa những tảng đá ngầm và tạo ra xoáy nước dữ dội, hút hết mọi tàu bè vào cái "bàng quang" khổng lồ của nó rồi phun ngược những xác tàu vỡ vụn lên mặt nước.
Theo thần thoại Hy Lạp, Charybdis là con gái của thần biển Poseidon và mẹ đất Gaia. Poseidon vốn có thù hằn với người em trai là thần Zeus (vua của các vị thần). Giúp cha rửa mối hận thù, Charybdis đã nhấn chìm nhiều đảo và đất đai của thần Zeus. Chúa tể của các vị thần nổi trận lôi đình trước hành động to gan lớn mật của Charybdis, lập tức bắt nàng và trói nàng xuống đáy biển.
Chưa nguôi cơn giận, Zeus còn nguyền rủa Charybdis biến thành bàng quang kinh tởm của loài thủy quái, còn chân tay trông như những cái mái chèo. Cứ 3 lần một ngày, Charybdis sẽ hút nước biển để giải tỏa cơn khát dữ dội rồi phun trào ra thành những xoáy nước tử thần.
Các con tàu khi vượt qua eo Messina, nếu tránh được xoáy nước Charydbis ở bờ bên này thì bắt buộc phải đối mặt với thủy quái 6 đầu Scylla, vì hai thủy quái nằm đối diện nhau trên 1 eo biển rộng chỉ vài km. Thành ngữ tiếng Anh "Between Charydbis and Scylla" mang nghĩa tương đương với "tránh vỏ dưa gặp vỏ dừa" trong tiếng việt.
Theo Thomas Bulfinch, dựa trên các tác phẩm của Homer, Charybdis là kẻ lấy trộm con bò cái của Geryon từ thần Hermes, và bị trừng phạt biến đổi thành một con quái vật biển.
Các nhà khoa học đặt tên Charybdis cho một chi của Bộ cua.

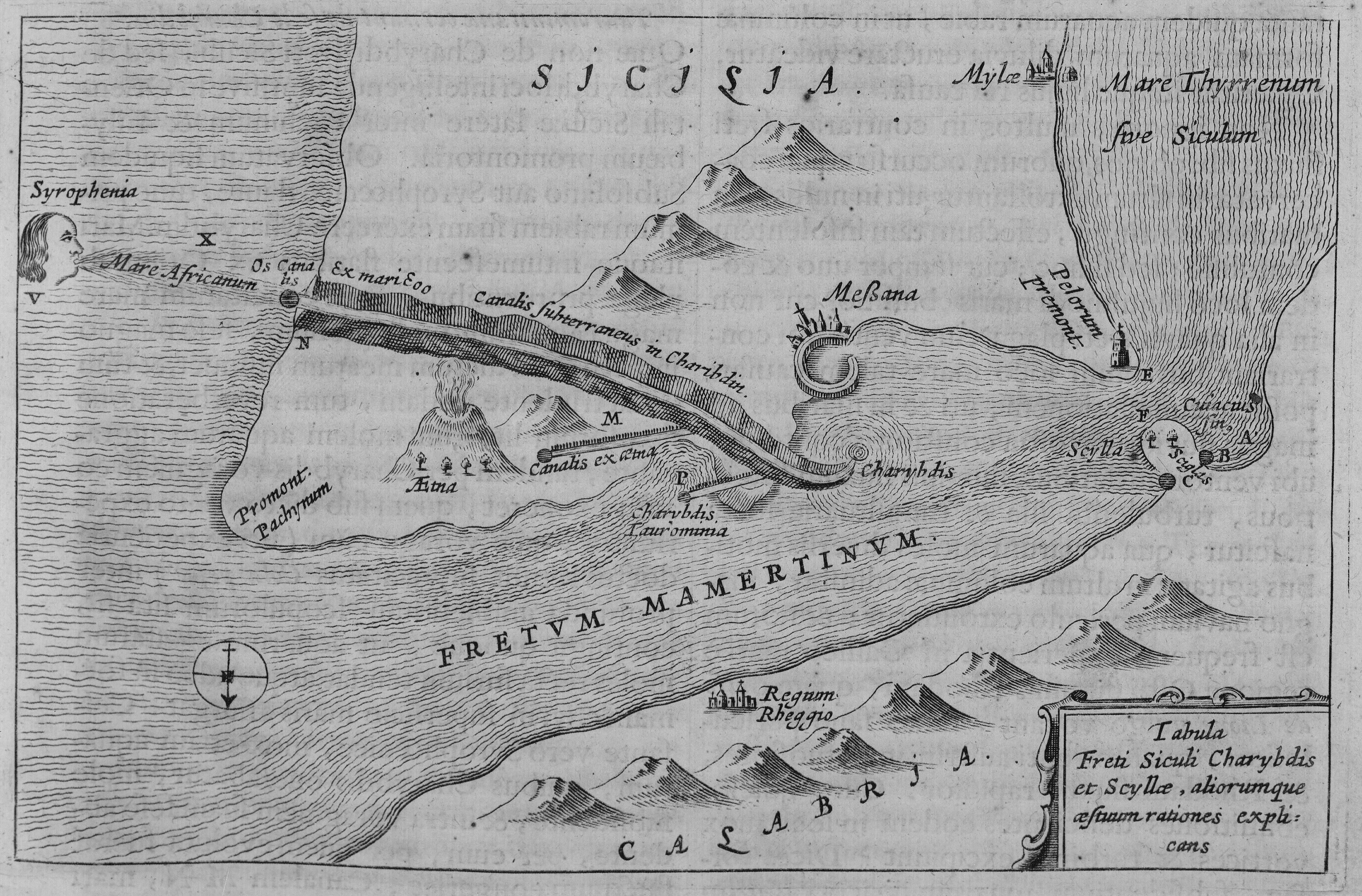
Vị trí 2 thủy quái tại eo biển Messina

### Trong sử thi Odyssey của Homer
Trên đường trở về quê hương là đảo Ithaca từ cuộc chiến thành Troy, Odysseus gặp vô vàn gian khổ và thử thách. Sau khi vượt qua đảo Mỹ Nhân Ngư, anh buộc phải đi qua eo biển của hai thủy quái Scylla và Charybdis. Nếu lái tàu về phía Scylla để tránh xoáy nước, anh chỉ cần hy sinh 6 viên thủy thủ cho sáu cái đầu yêu quái, còn nếu tránh Scylla, cả đoàn thuyền có thể bị xoáy nước Charybdis nuốt chừng tất cả. Odysseus đã quyết định lựa chọn ít thiệt hại hơn. Có người nói, chính phù thủy Circe đã mách Odysseus cách này khi anh còn trên đảo với cô.
Đúng như tính toán của Odysseus, sáu cái đầu của Scylla đã ngoạm lấy 6 viên thủy thủ, Odysseus đã vượt qua được thử thách này.

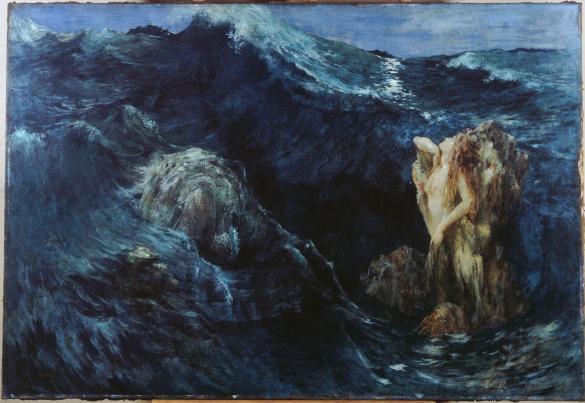
Tranh vẽ mô tả Charybdis và Scylla

Tuy nhiên nhóm thủy thủ của Odysseus lại tiếp tục phạm sai lầm. Lời tiên tri đã nói với Odysseus nhất định không được ăn thịt gia súc của các vị thần tại hòn đảo tiếp theo mà họ dừng chân. Đám thủy thủ đã phớt lờ lời cảnh báo nghiêm ngặt của Odysseus và làm thịt một số gia súc quý hiếm của Hyperion, một trong 12 vị thần Titan.
Để trừng phạt đám người này, Zeus đã tạo ra một cơn bão khủng khiếp làm vỡ nát con thuyền khiến cả đoàn thủy thủ bị hất văng xuống biển. Thuyền chìm, thủy thủ chết đuối, chỉ còn mình Odysseus sống sót vì anh không ăn thịt gia súc.
Nhưng thử thách dành cho Odysseus chưa dừng lại ở đó. Cơn giận của các vị thần vẫn chưa nguôi. Một trận bão khác cuốn phăng Odysseus vào xoáy nước Charybdis. Sau một hồi vật lộn, Odysseus tóm được một cành cây nhô ra và thoát khỏi xoáy nước hung dữ. 9 ngày sau, vị anh hùng trôi dạt lên hòn đào Ogygia, nơi chàng được nữ thần Calypso cứu mạng. Calypso giữ chàng ở lại đảo 9 năm.
Cuối cùng Odysseus cự tuyệt lời mời sống bất tử cùng Calypso mà nhất quyết trở về quê hương Ithaca, giành lại vợ và ngôi vua Ithaca. Tính ra, Odysseus đã mất gần 10 năm ròng mới về được nhà.